# Ubikvitin
Ubikvitin (Ub) je iz 76 aminokislin sestavljen protein, ki ima sposobnost kovalentne vezave, preko lizinskih (Lys) ostankov na druge proteine. Pomemben je predvsem kot označevalec (marker) citosolnih in jedrnih proteinov za razgradnjo v proteasomu, velikemu kompleksu proteaz.
Vezava ubikvitina na protein poteka v treh korakih. Ub se najprej s tioestersko vezjo (med glicinskim ostankom Ub in cisteinskim ostankom E1) veže na Ub-aktivirajoči encim E1. E1 prenese Ub na cistein, v aktivno mesto Ub-kojugirajočega encima E2. Ub-E2 kompleks se nato veže na Ub-protein ligazo (E3). E3 ima sposobnost specifične vezave na proteinski substrat, poleg tega pa pospeši prenos Ub iz E2 na substrat. Vzpostavi se izopeptidna vez med C-terminalnim delom Ub in amino skupino v lizinskem ostanku tarčnega proteina. Večina celic ima samo eden encim E1 ter nekaj E2 in veliko E3 encimov (okoli 300 različnih tipov), kar določa specifičnost izbire proteinov pri ubikvitinaciji; tako nekatere ligaze zaznavajo oksidirane aminokisline, druge pa nenormalna hidrofobna področja na površini proteina.
Največkrat so označeni proteini, ki so nefunkcionalni oz. poškodovani (npr. delno zviti in kemično spremenjeni proteini), ter proteini, ki imajo kratko življenjsko dobo (npr. nekateri serumski proteini). Poleg teh je ubikvitin pomemben za označevanje proteinov, ki nadzorujejo pomembne celične procese, kot sta izražanje genov in celična delitev. Primer slednjega je ubikvitinacija ciklina B, ki je regulacijska podenota ciklinsko odvisne kinaze Cdk1, ki je potrebna za vstop celice v fazo mitoze; razgradnja ciklina B inaktivira Cdk1, s tem pa celica izstopi iz mitoze.
Čeprav označenje proteinov z ubikvitinom služi večinoma razgradnji proteinov, lahko označevanje določenega proteina služi drugim funkcijam, kot je endocitoza, domnevano pa je, da je del t. i. histonske kode, tj. specifičnega modificiranja histonov za regulacijo transkripcijske aktivnosti kromatina.